# Chlidonoptera lestoni
Chlidonoptera lestoni är en bönsyrseart som beskrevs av Roger Roy och Leston 1975. Chlidonoptera lestoni ingår i släktet Chlidonoptera och familjen Hymenopodidae. Inga underarter finns listade i Catalogue of Life.